# Tribal Hidage
Tribal Hidage er en liste over 35 stammer i angelsaksisk England mellem 600- og 800-tallet. Den inkluderer et antal uafhængige kongeriger og andre mindre territorier, og angiver dem i forhold til hinanden baseret på deres hides. Listen starter med Mercia, og den består næsten udelukkende af folk, der boede syd for Humbers udmunding og territorier der lå omkring Mercia, hvoraf det ikke er alle, der er blevet verificeret af moderne forskere. Langt det største område er Wessex, der er angivet til at dække et område på 100.000 hides; det er blevet foreslået at det er en bevidst overdrivelse.
Det oprindelige ved formål med Tribal Hidage er ukendt: det kan have været en oversigt til en konge over de skatter et område skulle betale. Mange historikere mener, at Tribal Hidage stammer fra Mercia, der dominerede den sydlige del af angelsaksisk England indtil begyndelsen af 800-tallet, men andre har argumenteret at teksten er fra Northumbria. Nogle historikere har foreslået, at Tribal Hidage ikke er en liste over folk, men i stedet er administrative områder.
Tribal Hidage har haft stor betydning for historikere siden midten af 1800-tallet, delvist fordi den nævner territorier der ikke er nævnte i andre dokumenter. Forsøg på at forbinde listen med moderne steder er ofte spekulative.
Der er bevaret tre forskellige versioner af listen, hvoraf de to minder om hinanden; den ene stammer fra 1000-tallet, og den er en del af en samling af forskellige dokumenter; en anden indeholder en latinsk udgave fra 1600-tallet; den tredje version har overlevet i seks middelalderlige manuskripter, og der er flere ting som er udeladt og flere variationer i stavningen. Alle tre versioner synes at være baseret på det samme manuskript som er gået tabt; historikere har ikke været i stand til at tidsbestemme den oprindelige liste.

## Lister

### Primærliste
I den første primære liste findes følgende folk
- Mercianske landområder - 30.000 hides[3]
- Wrekin dwellers - 7.000 hides[3]
- Lindsey–folk - 7.000 hides[3] (inklusive Hatfield)
- Wrekin-dwellers - 7.000 hides[3] (Staffordshire, Nordlige Shropshire)
- Western men - 7.000 hides[3] (Worcestershire, Herefordshire)
- Syd Gyrwas - 600 hides
- Nord Gyrwas - 600 hides
- Elmet dwellers - 600 hides
- De resterende 13 navne dækker mellem 300 og 1.200 hides hver.[3]

### Sekundær liste
Denne del af listen synes at være blevet tilføjet:
- Hwicce - 7.000 hides.[3] (Worcestershire, Gloucestershire, og dele af Warwickshire, Herefordshire, Shropshire og Staffordshire)
- East Angles - 30.000 hides.[3]
- East Saxons - 7.000 hides.[3] (Essex, Hertfordshire, Middlesex)
- Kent mænd- 15.000 hides.[3]
- South Saxons - 7.000 hides.[3]
- West Saxons - 100.000 hides.[3]
- De resterende ni navne dækker mellem 300 og 4.000 hides hver.[3]